# Pseudolimnophila (Pseudolimnophila) dravidica
Pseudolimnophila (Pseudolimnophila) dravidica is een tweevleugelige uit de familie steltmuggen (Limoniidae). De soort komt voor in het Oriëntaals gebied.